# Stone Age Complication
Stone Age Complication — мініальбом американського рок-гурту Queens of the Stone Age, який містить шість бі-сайдів та кавер-версії.

## Треклист
| #     | Назва                                                      | Автор                                 | Тривалість |
| ----- | ---------------------------------------------------------- | ------------------------------------- | ---------- |
| 1.    | «Who'll Be the Next in Line» (кавер-версія The Kinks)      | Девіс                                 | 2:31       |
| 2.    | «Wake Up Screaming» (кавер-версія Subhumans)               | Subhumans                             | 5:03       |
| 3.    | «No One Knows (Ремікс UNKLE )»                             | Джош Гоммі, Марк Ланеґан, Нік Олівері | 4:37       |
| 4.    | «Most Exalted Potentate of Love» (кавер-версія The Cramps) | The Cramps                            | 2:46       |
| 5.    | «Born to Hula» (версія 2000 року)                          | Гоммі                                 | 5:55       |
| 6.    | «The Bronze»                                               | Гоммі                                 | 3:41       |
| 24:33 |                                                            |                                       |            |